# Gypona abdominalis
Gypona abdominalis är en insektsart som beskrevs av Spångberg 1878. Gypona abdominalis ingår i släktet Gypona och familjen dvärgstritar. Inga underarter finns listade i Catalogue of Life.